# 夏思思
夏思思（1990年6月—2020年2月23日），女，汉族，湖北武汉人。中国湖北省武汉市协和江北医院（蔡甸区人民医院）消化内科医生。

## 生平
夏思思2014年6月毕业于江汉大学临床医学专业，同年7月开始在协和江北医院（蔡甸区人民医院）参加工作。
夏思思为独生女，父亲是退休军医，母亲是协和江北医院护士。夏思思與丈夫吴石磊在大學相識，吴石磊是武汉市普爱医院骨科医生，两人育有1个两岁大的儿子。
2020年1月15日，夏思思在接診新冠肺炎病人時遭受感染。1月19日收治医院。2月7日半夜病情加重。2月23日凌晨6:30分，夏思思由于感染新冠肺炎在武汉大学中南医院去世，卒年29岁9個月。
2月24日，武汉市妇联决定追授夏思思为武汉市三八红旗手。
3月，被国家卫生健康委员会、人力资源和社会保障部、国家中医药管理局追授为“全国卫生健康系统新冠肺炎疫情防控工作先进个人”。
4月，湖北省人民政府评定夏思思等14名牺牲在新冠肺炎疫情防控一线的人员为首批烈士。
4月20日，夏思思被追授“中国青年五四奖章”。